# Boya Lake Park
Boya Lake Park är en park i Kanada.   Den ligger i provinsen British Columbia, i den centrala delen av landet, 3 800 km väster om huvudstaden Ottawa. Boya Lake Park ligger 720 meter över havet. Den ligger vid sjön Boya Lake.
Terrängen runt Boya Lake Park är varierad. Trakten runt Boya Lake Park är nära nog obefolkad, med mindre än två invånare per kvadratkilometer.. Det finns inga samhällen i närheten.